# Mikicin
Mikicin [miˈkit͡ɕin] est un village polonais de la gmina de Jaświły dans le powiat de Mońki et dans la voïvodie de Podlachie. Il se situe à environ 17 kilomètres au nord-est de Mońki et à 45 kilomètres au nord de Bialystok. 
Le village compte approximativement 610 habitants.